# 合成ワクチン
合成ワクチン（ごうせいわくちん）はワクチンの一種であり、主として合成されたペプチド、炭水化物、または抗原からなる。これらは普通、細菌の培地から作られたワクチンより安全であると考えられている。

## 歴史
世界初の合成ワクチンは1982年にパスツール研究所のルイ・シェディッドとワイツマン科学研究所のマイケル・セラによってジフテリア毒から作られた。1986年、マヌエル・エルキン・パタロージョはマラリアに対する最初の合成ワクチンであるSPf66を作製した。